# P.Z.L. Mielec TS-11 Iskra
El PZL TS-11 Iskra ("Chispa" en polaco y en varias lenguas eslavas) es un avión de entrenamiento en combate con capacidades secundarias de reconocimiento y ataque, propulsado por un turborreactor diseñado por el Instytut Lotnictwa (Instituto de Aeronáutica) y fabricados por WSK PZL Rzeszów  y usado por la Fuerza Aérea Polaca y la Fuerza Aérea India.

## Historia y diseño
El diseño del biplaza a reacción de entrenamiento primario y avanzado PZL TS-11 Iskra comenzó en 1957, a fin de obtener un nuevo avión que reemplazase al biplaza de entrenamiento básico PZL TS-8 Bies. Se construyeron cuatro prototipos y el vuelo inaugural de este modelo se registró el 5 de febrero de 1960. Una vez que en el curso de 1961 se recibiera la aprobación oficial, las primeras entregas comenzaron en marzo de 1963; el TS-11 se convirtió en un tipo operacional con las Fuerzas Aéreas de Polonia en 1964. Se produjeron un total de más de 500 ejemplares, no sólo para dotar a la fuerza aérea del país, sino para su exportación a la India a la que se le suministraron 50 aparatos.
Monoplano cantilever de construcción enteramente metálica de alas rectas de implantación media y un fuselaje en góndola y larguero de cola con tren de aterrizaje triciclo retráctil y propulsado por un turborreactor montado en el fuselaje detrás de la cabina. Los primeros aviones estaban propulsados con el turborreactor de construcción polaca HO-10 de 780 kg de empuje, pero a partir de mediados de los años sesenta, recibieron paulatinamente el SO-1 de 800 kg de empuje, el  WSK SO-3 y el repotenciado SO-3W.

## Variantes

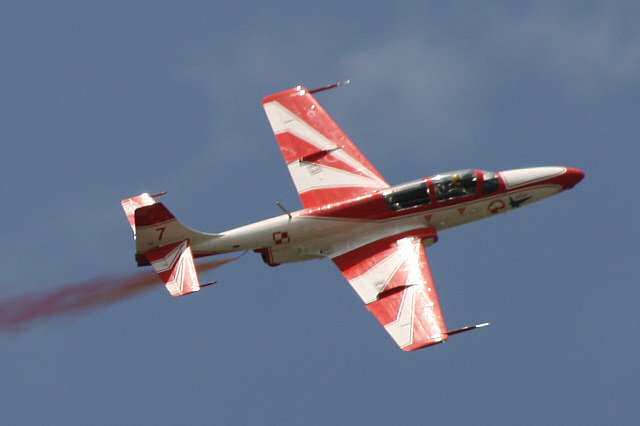
TS-11 Iskra MR del Biało-Czerwone Iskry

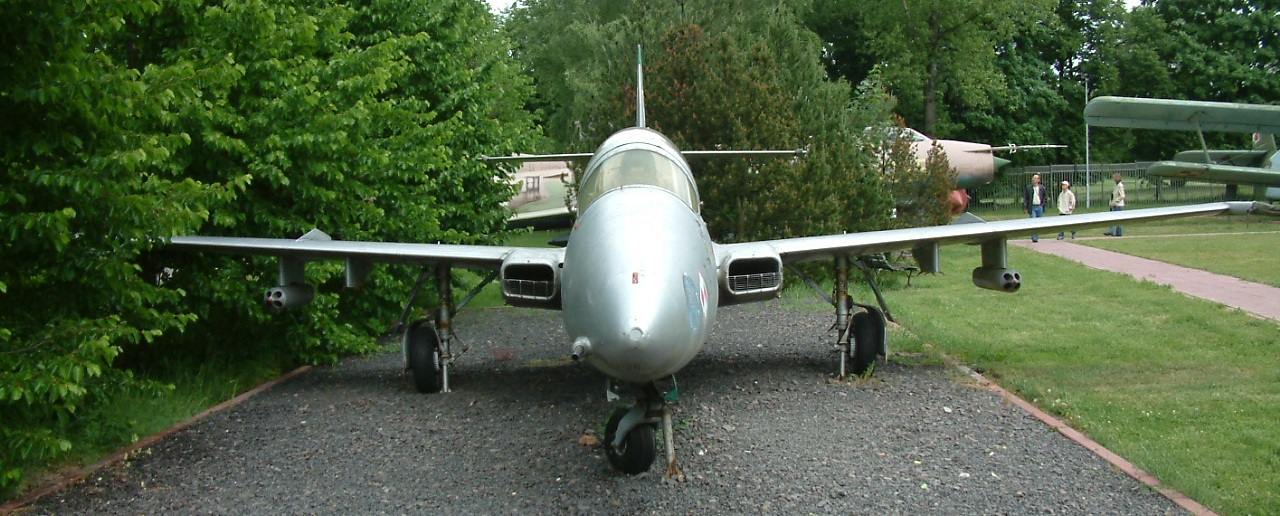
TS-11 Iskra bis B

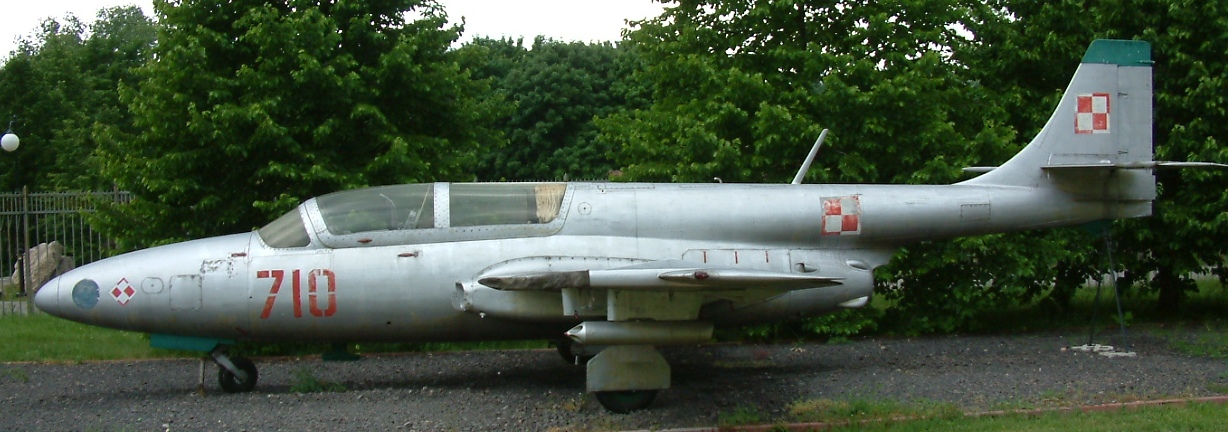
TS-11 Iskra bis B

TS-11 Iskra-Bis A
primera versión biplaza de serie para entrenamiento primario y avanzado; dotado de dos soportes subalares para cargas externas
TS-11 Iskra-Bis B
biplaza de entrenamiento primario y avanzado, con cuatro soportes subalares para cargas externas
TS-11 Iskra-Bis C
versión monoplaza de reconocimiento con mayor capacidad de combustible y una cámara montada en la sección inferior del fuselaje
TS-11 Iskra-Bis D
básicamente similar al Iskra-Bis B; suministrada a Las Fuerzas Aéreas de la India
TS-11 Iskra-Bis DF
última versión de producción; biplaza de entrenamiento de caza y reconocimiento, con capacidad aumentada de armamento o con tres cámaras
TS-11 Iskra R
versión biplaza de reconocimiento naval, equipada con un radar de vigilancia, RDS-81. Seis aviones convertidos en 1991
TS-11 Iskra BR 200
prototipo de avión de reconocimiento y ataque monoplaza presentado en 1972; no entró en producción
TS-11 Iskra MR
TS-11 con aviónica modernizada según los estándares de la OACI y operada por el equipo acrobacia aérea Biało-Czerwone Iskry desde 1998
TS-11 Iskra Jet / TS-11 Spark
aparatos que después de retirarse del servicio, fueron desarmados y vendidos a usuarios privados en los Estados Unidos, Australia y otros países como un pájaro de guerra valorado por sus asientos dobles y su fácil manejo
TS-11F Iskra
propuesta de versión modernizada del TS-11 realizada por el Instytut Techniczny Wojsk Lotniczych, como avión de entrenamiento para preparar pilotos para operar en F-16 C / D Block 52+

## Operadores
India
- La Fuerza Aérea India ha recibido 76 aviones. Todos fueron retirados en diciembre de 2004.[2]

 Polonia
- Fuerza Aérea de la República Polaca

## Especificaciones
(TS-11 Iskra-Bis DF)
Referencia datos: Data from Jane's All The World's Aircraft 1976-77

### Características generales
- Tripulación: 2 (Instructor y estudiante)
- Longitud: 11,15 m
- Envergadura: 10,06 m
- Altura: 3,50 m
- Superficie alar: 17,5 m²
- Peso vacío: 2.560 kg
- Peso máximo al despegue: 3.840 kg
- Planta motriz: 1× Turborreactor WSK SO-3W.
  - Empuje normal: 9,8 10,8 de empuje.

### Rendimiento
- Velocidad nunca excedida (Vne): 770 km/h
- Velocidad máxima operativa (Vno): 720 km/h
- Velocidad crucero (Vc): 600 km/h (373 MPH; 324 kt)
- Velocidad de entrada en pérdida (Vs): 140 km/h (87 MPH; 76 kt)
- Alcance: 1.260 km
- Techo de vuelo: 11.000 m
- Régimen de ascenso: 14,8 m/s (2913 ft/min)
- Carga alar: 213 kg/m² (43,6 lb/ft²)
- Empuje/peso: 0.30

### Armamento
- Cañones: 1× cañón NR-23 o
 NS-23 de 23 mm
- Puntos de anclaje: 4 con una capacidad de 500 kg, para cargar una combinación de:   
  - Cohetes: 

    - 4 x contenedores de cohetes S-5 de 4 tubos cada uno.

### Aeronaves similares
- Aermacchi MB-326
- Aero L-29 Delfín
- Fouga Magister
- BAC Jet Provost
- Soko G-2 Galeb
- Temco TT Pinto
- Yakovlev Yak-30 (1960)